# هاجیمه نو ایپو
هاجیمه نو ایپو (ژاپنی: はじめの一歩 هپبورن: Hajime no Ippo) یک سری مانگای ژاپنی است که توسط جرج موریکاوا نوشته و طراحی شده‌است. این مانگا از اکتبر ۱۹۸۹ در هفته‌نامه شونن جامپ انتشارات کودانشا در حال چاپ است، و تا نوامبر ۲۰۲۳، فصل‌های آن در ۱۳۹ جلد تانکوبون جمع‌آوری شده‌اند. داستان مجموعه دربارهٔ پسری به نام ماکونوچی ایپو است که دانش‌آموز مدرسه‌ای در ژاپن است. او علاوه بر تحصیل در مدرسه اغلب به مادرش در اداره امور خانه کمک می‌کند و در بیرون خانه نیز برای بدست آوردن خرج خانه مشغول کار است اما داستان انیمه به همین‌جا ختم نمی‌شود چرا که ایپو در مدرسه وضعیت مناسبی ندارد و اغلب توسط بچه‌ها مورد ضرب و شتم قرار می‌گیرد و نمی‌تواند از خود در برابر آن‌ها دفاع کند تا اینکه یک روز با فردی به نام تاکامورا مامورو آشنا می‌شود که یک بوکسور حرفه‌ای است. تاکامورا، ایپو را با خود به باشگاه بوکس می‌برد و از آنجاست که اولین جرقه‌های این ورزش و علاقه‌مندی آن در ایپو بوجود می‌آید.
تاکنون سه مجموعه تلویزیونی انیمه توسط استودیوی مدهاوس از این مانگا ساخته شده که از کانال نیپون تلویژن پخش شده‌است.